# Love Me (película de 2024)
Love Me es una película romántica postapocalíptica estadounidense de 2024 escrita y dirigida por Sam y Andy Zuchero en sus debuts como directores de largometrajes, protagonizada por Kristen Stewart y Steven Yeun.

## Trama
Un romance postapocalíptico en el que una boya y un satélite se conocen en línea y se enamoran después del fin de la civilización humana.

## Elenco
- Kristen Stewart como Me / Deja
- Steven Yeun como Iam / Liam

## Producción
La película está dirigida por Sam y Andy Zuchero, en su debut en largometrajes. En octubre de 2021, Stewart reveló que iba a participar en una historia de "amor de ciencia ficción" con Steven Yeun. Stewart lo describió a Entertainment Weekly como "una historia de amor entre un satélite y una boya; es difícil de explicar. Espero no arruinarlo, porque es un guión escrito de manera realmente revolucionaria".

## Lanzamiento
La película se estrenó en la Competencia Dramática de Estados Unidos en el Festival de Cine de Sundance de 2024 el 19 de enero de 2024. En mayo de 2024, se anunció que ShivHans Pictures, que coprodujo la película, estrenaría la película en los Estados Unidos con Bleecker Street y WME Independent adquiriría los derechos de ventas internacionales para venderla en el Marché du Film. Se estrenará en cines el 24 de enero de 2025.

## Recepción
El sitio web agregador de reseñas Rotten Tomatoes informó un índice de aprobación del 47%, con una calificación promedio de 5.80/10, basada en 51 reseñas de críticos. El consenso de los críticos del sitio web dice: "Kristen Stewart y Steven Yeun son protagonistas atractivos, pero el admirable alcance narrativo de Love Me excede su alcance". En Metacritic, la película tiene una puntuación media ponderada de 54 sobre 100, basada en 16 críticos, lo que indica "críticas mixtas o promedio". La película ganó el Premio de Largometraje Alfred P. Sloan, presentado en el Festival de Cine de Sundance de 2024. El premio estuvo acompañado de un premio en efectivo de 25.000 dólares, proporcionado por la Fundación Alfred P. Sloan. Es uno de los muchos y prestigiosos premios Sloan Science in Film.
Doron Weber, vicepresidente y director de programas de la Fundación, agregó: "Estamos encantados de honrar a Love Me de Sam y Andy Zuchero, una película original y tremendamente imaginativa sobre la naturaleza de la identidad humana y nuestra conexión entre nosotros en un mundo poshumano mediado por inteligencia artificial".